# Stirlingshire
Stirlingshire (także Stirling, gael. Siorrachd Shruighlea) – hrabstwo historyczne w środkowej Szkocji, z siedzibą administracyjną w Stirling.
Większa część hrabstwa położona była na Nizinie Środkowoszkockiej, pomiędzy rzekami Forth na północy i Kelvin na południu. Środkowa część hrabstwa była wyżynna, obejmowała pasma wzgórz Campsie Fells, Kilsyth Hills, Fintry Hills i Gargunnock Hills. Hrabstwo rozciągało się od wybrzeża zatoki Firth of Forth (Morze Północne) na wschodzie po wybrzeże jeziora Loch Lomond na zachodzie. Na północnym zachodzie do hrabstwa należał fragment pasma górskiego Grampianów, w tym najwyższy szczyt hrabstwa – Ben Lomond (974 m n.p.m.). W 1887 roku hrabstwo zajmowało powierzchnię 1159 km², w 1951 roku – 1167 km². Liczba ludności – 112 443 (1887), 187 527 (1951).
Do głównych ośrodków miejskich należały Stirling, Falkirk, Grangemouth, Larbert, Denny i Slamannan. W XVIII i XIX wieku na dużą skalę rozwinął się tu przemysł, skoncentrowany we wschodniej części hrabstwa, wokół miasta Falkirk, w szczególności wydobycie węgla i hutnictwo żelaza. 
Hrabstwo zlikwidowane zostało w wyniku reformy administracyjnej w 1975 roku, a jego obszar włączony do nowo powstałego regionu Central. Od 1996 roku teren hrabstwa podzielony jest pomiędzy jednostki administracyjne Stirling, East Dunbartonshire, North Lanarkshire i Falkirk.